# 岡山路竹延伸線
岡山路竹延伸線，為高雄捷運建造路線之一，總共設置8座車站，全線皆位於高雄市，路線將會使用疊式工法並採用側式疊式月台，採用高運量系統與紅線主線直通行駛營運（第一階段採用高運量系統規格以及第二階段採用中運量系統規格興建），全長13.22公里，總預算新台幣303億元。依據最新市政府計畫，本路線將採兩階段推行建造，第一階段將優先興建岡山高醫至岡山車站間的土建工程，第二階段完工並行經岡山、路竹、湖內等區域，串聯境內重要的產業廊帶。第一階段2024年6月30日完工通車，第二A階段預計2027年完工通車，第二B階段預計2029年完工通車。

## 沿革
本線原僅規劃設置6站，於2011年1月7日重新評估後，認為應在路竹市區增設一站以擴大服務範圍，因而增設路竹站，並將原本的東豐站改名南路竹站；最新計畫則又增設大湖一站。
自2001年起至2011年間，高雄市政府規劃以BOT模式興建營運，前後總共送件14次於交通部審核，但均以退件收場。經歷多次退件後，市政府捨棄BOT模式，於2012年改回政府自辦。

- 2014年
  - 4月21日：國家發展委員會召開委員會議，第一階段路線審查通過，第二階段路線修訂後再報行政院核定，第一階段建造經費19.15億元，全長1.46公里[11]。
  - 6月12日：行政院核定岡山路竹延伸線第一階段可行性研究案，惟第二階段（RK1岡山車站至RK8大湖站路段）須另案提送可行性研究報告報行政院核定[3]。
  - 12月31日：檢送岡山路竹延伸線第二階段可行性研究報告予交通部審查。

- 2015年
  - 3月16日：交通部函覆高雄市政府捷運工程局第二階段審查意見。
  - 4月23日：依審查意見修正後，函送第二階段可行性研究報告書予交通部審核。
  - 8月14日：召開「高雄都會區大眾捷運系統岡山路竹延伸線（第一階段）綜合規劃公聽會」[12]。
  - 10月5日：交通部召開委員審查會，原則同意第二階段可行性研究報告，尚須依審查意見修訂完成後報院再審內容[13]。
  - 10月15日：捷運工程局完成第一階段綜合規劃報告並提送交通部審查[13]。
  - 12月25日：交通部核轉岡山路竹延伸線第二階段可行性研究予行政院審查。

- 2016年
  - 5月27日：捷運工程局檢送「高雄都會區大眾捷運系統岡山路竹延伸線（第一階段）暨周邊土地開發計畫綜合規劃報告書」予交通部審查。
  - 7月20日：交通部核定第一階段綜合規劃[14]。
  - 11月28日：國家發展委員會核定第一階段綜合規劃及第二階段可行性研究報告[15][16]。
  - 12月27日：行政院核定第一階段綜合規劃[17]。

- 2017年
  - 1月3日：行政院核定第二階段可行性研究[18]。
  - 3月23日：列入前瞻基礎建設計畫。
  - 4月5日：行政院106年4月5日院臺經字第1060009184號函核定通過前瞻基礎建設軌道建設「高雄捷運岡山路竹延伸線第一階段」及「高雄捷運岡山路竹延伸線第二階段」計畫[19]。
  - 11月27日：第一階段正式招標，但截標前無人投標。

- 2018年
  - 4月12日：再度辦理第一階段招標，於5月28日截止投標。5月29日開標，無人投標（二度流標）。
  - 6月25日：第一階段辦理第三次招標，8月6日開標，因招標文件問題無法決標，於8月14日再次開標。
  - 8月20日：第二階段綜合規劃交通部初審通過[20]。
  - 8月22日：第一階段在8月14日開標，由新亞建設得標[21]。
  - 11月11日：第一階段動土，興建R24南岡山站（現為岡山高醫站）至RK1岡山車站（土建），總長1.46公里。總經費30.6億元，中央分擔15.35億元，市府分擔15.25億元。

- 2019年
  - 3月4日：交通部召開綜合規劃報告委員審查會議，決議原則通過本案。
  - 4月11日：環保局召開本案第4次初審會議，專案小組建議對當地影響較大的路段做二階環評，並表示若只蓋RK2岡山農工站至RK6南路竹站，較有機會通過環評大會[22]。
  - 7月17日：第二A階段（不含RK7路竹站至RK8大湖站路段）獲環境影響評估委員會審查通過。至於未納入環評審查的RK7路竹站至RK8大湖站路段，市府表示將依程序納入第二B階段辦理環評作業[23]。
- 2020年
  - 11月27日：檢送第二B階段環評規劃予環保署進行審查。
  - 12月25日：第二A階段通過國家發展委員會審查[5]。

- 2021年
  - 3月4日：行政院核定「高雄都會區大眾捷運系統岡山路竹延伸線暨周邊土地開發計畫綜合規畫（第二A階段）暨可行性研究報告修正報告」。
  - 11月17日：高雄市捷運局今日表示，高雄捷運紅線岡山路竹延伸線有計畫採購10列新車（第一階段8列，擴充合約2列）供營運所需。岡山路竹延伸線機電工程由新加坡科技電子公司（STEE）及韓國現代樂鐵公司（Hyundai Rotem）合組團隊得標，現代樂鐵公司已發布新聞稿，並首次公布列車外型，大致上配色內裝都接近現行的西門子列車，但車頭線條略為圓弧[24][25]。
  - 12月9日：「高雄捷運系統岡山路竹延伸線機電系統工程」統包得標的新加坡科技電子公司與韓國現代樂鐵公司共組的團隊與高雄市政府簽約。在施工過程，同步辦理捷運場站開發，在2027年之前，興建4萬戶合宜住宅[26]。

- 2022年
  - 1月26日：第二A階段動土興建，其中RK6南路竹站尾軌至RK8大湖站約3.87公里的2B階段為後續擴充路段，核定後啟動接續施工[27]。
  - 4月7日：第二B階段環境影響說明書，通過環保署專案小組初審會審查[28]，決議建議通過。
  - 7月13日：第二B階段通過環評審查[29]。
  - 8月18日：第二B階段交通部通過綜合規劃[30]。

- 2023年
  - 4月12日：行政院正式核定第二B階段綜合規劃報告，總經費逾146億元[31]。

- 2024年
  - 5月11日：第一階段初勘通過。[32]
  - 6月15日：第一階段履勘通過，改善事項完成後，報請交通部核發營業許可證。[33]
  - 6月20日：第一階段交通部核發營業許可證。
  - 6月30日：第一階段中午12時正式試營運，開放搭乘。並宣布自6月30日中午12時起至8月31日止，民眾持持電子票證（悠遊卡、一卡通及愛金卡）、信用卡、電子支付等搭乘捷運，於RK1岡山車站進出站，可享R24岡山高醫站至RK1岡山車站路段免費搭乘[34]。
  - 7月17日：立委邱志偉邀集交通部路政及道安司、交通部鐵道局、高雄市政府捷運局、臺南市捷運工程處等單位協調台南高雄捷運銜接規劃問題，因臺南捷運紅線已完成可行性研究修正至嘉藥大學站且即將報交通部審議，初步達成未來兩市紅線朝向在嘉南藥理大學轉乘銜接來規劃設計。[35]

## 工程進度
行政院公共工程委員會更新至2025年7月底：
| 工程名稱                             | 工程名稱                                           | 施工(履約)期間                | 上月進度 | 本月進度 | 執行情形                                                                                               | 得標廠商                       |
| ------------------------------------ | -------------------------------------------------- | ----------------------------- | -------- | -------- | --- | ------------------------------ |
| 高雄都會區大眾捷運系統岡山路竹延伸線 | RKM01標機電系統統包工程                            | 2021年12月24日～2031年5月7日  | 35.08%   | 35.20%   | 1. RK1 RAMS 展現追蹤辦理 2. BSS7施工界面協調整合 3. PSY&RST設計文件審查及進度追蹤 4. RK1 punch追蹤辦理 | 新加坡商新加坡科技電子有限公司 |
| 高雄都會區大眾捷運系統岡山路竹延伸線 | RKC02標土建暨軌道統包工程                          | 2022年3月15日～2029年11月17日 | 18.55%   | 20.15%   | 1. 期末設計 2. BSS7主變電站工程 3. 基樁作業 4. 自來水管線改遷工程                                      | 遠揚營造工程股份有限公司       |
| 高雄都會區大眾捷運系統岡山路竹延伸線 | RKD02B標土建(含軌道)及設施機電細部設計委託技術服務 |                               |          |          | 已決標                                                                                                 | 林同棪工程顧問股份有限公司     |

## 車站
| 規劃                                                                | 規劃 | 編號 | 名稱         | 名稱 | 站體型式 | 所在地 | 所在地 | 交會路線               |
| 規劃                                                                | 規劃 | 編號 | 中文         | 英文 | 站體型式 | 所在地 | 所在地 | 交會路線               |
| ------------------------------------------------------------------- | ---- | ---- | ------------ | ---- | -------- | ------ | ------ | ---------------------- |
| 岡山路竹延伸線 除已通車路段的站名外，其餘中、英文站名皆為暫定名稱。 |      |      |              |      |          |        |        |                        |
| 第二B階段                                                           |      | RK8  | 大湖         |      | 高架     | 高雄市 | 湖內區 | 預計延伸至臺南捷運紅線 |
| 第二B階段                                                           |      | RK7  | 路竹         |      | 高架     | 高雄市 | 路竹區 | 不適用                 |
| 第二A階段                                                           |      | RK6  | 南路竹       |      | 高架     | 高雄市 | 路竹區 | 不適用                 |
| 第二A階段                                                           |      | RK5  | 台鋼科技大學 |      | 高架     | 高雄市 | 路竹區 | 不適用                 |
| 第二A階段                                                           |      | RK4  | 高雄科學園區 |      | 高架     | 高雄市 | 路竹區 | 不適用                 |
| 第二A階段                                                           |      | RK3  | 本洲產業園區 |      | 高架     | 高雄市 | 岡山區 | 不適用                 |
| 第二A階段                                                           |      | RK2  | 岡山農工     |      | 高架     | 高雄市 | 岡山區 | 不適用                 |
| 第一階段                                                            |      | RK1  | 岡山車站     |      | 高架     | 高雄市 | 岡山區 | 臺灣鐵路縱貫線南段     |
| ↓接續 紅線直通行駛                                                  |      |      |              |      |          |        |        |                        |

## 未來營運模式
- 考量本段路線利用人次不高，未來全線將採取全程車（RL7林園工業區站–RK8大湖站）與區間車（R3小港站–RK1岡山車站）交錯發車。並於岡山農工站興建袋狀軌，作為區間列車的停靠處。

## 外部連結
- 高雄市政府捷運局捷運計畫 （页面存档备份，存于）